# 今は昔
『今は昔』（いまはむかし）は、1958年3月9日から1958年6月29日まで、NHK総合テレビで放送された日本の人形劇（全17回）。

## 概要
人形劇シリーズ『マリオネット』の第12作目。

## 放送リスト
| 話数   | 放送日        | タイトル         |
| ------ | ------------- | ---------------- |
| 1      | 1958年3月9日  | 一本のワラ       |
| 2      | 1958年3月16日 | 天狗と刀         |
| 3      | 1958年3月23日 | 鼻               |
| 4      | 1958年3月30日 | 石の塔           |
| 5      | 1958年4月6日  | 逃げ馬           |
| 6      | 1958年4月13日 | 神様の返事       |
| 7      | 1958年4月20日 | 飛ぶ倉           |
| 8      | 1958年4月27日 | 五色の鹿         |
| 9      | 1958年5月4日  | じいさんとスイカ |
| 10     | 1958年5月11日 | あやしい家       |
| 11     | 1958年5月18日 | 三っ目三本足     |
| 12     | 1958年5月25日 | 冠をかむった猿   |
| 13     | 1958年6月1日  | 暗い道           |
| 14     | 1958年6月8日  | コブ             |
| 15     | 1958年6月15日 | さらわれた子     |
| 16     | 1958年6月22日 | 馬乗り狐         |
| 最終回 | 1958年6月29日 | 羅生門           |

## スタッフ
- 人形劇制作 - 結城孫三郎一座
- 声の出演
  - 巌金四郎
  - 篠田節夫
  - 江田公一郎
  - 斎藤隆
- 作 - 八木隆一郎
- 音楽 - 高木東六
- 振付 - 芙二三枝子